# روبين ميلان
روبين م. ميلان عالمة فيزياء تجريبية أمريكية، اشتهر عملها على أحزمة الإشعاع التي تحيط بكوكب الأرض.

## التعليم
حصلت ميلان على بكالوريوس في علم الفلك والفيزياء (1995)، ماجستير في الفيزياء (1999)، وشهادة الدكتوراه في الفيزياء (2002) من جامعة كاليفورنيا في بيركلي.

## الحياة العملية والتأثير
ميلان هي أستاذ في الفيزياء والفلك في كلية دارتموث. أبحاثها تشمل استخدام تجارب البالون العلمي ذو الارتفاع العالي لدراسة أحزمة الإشعاع التي تحيط بكوكب الأرض، على وجه التحديد، فقدان الإلكترونات النسبية من أحزمة الإشعاع في الغلاف الجوي الخارجي للأرض. تعتبر ميلان باحثة رئيسية في مشروع BARREL (مجموعة بالون للخسائر النسبية في الإلكترونات)  حيث تم إطلاق بالونين في عام 2013 و 2014 (من أصل 20 من هذه البالونات) والتي طارت في أنماط الرياح الدائرية فوق القطب الجنوبي. تتبع كل بالون الإلكترونات من الفضاء والتي تكتسح المجال المغناطيسي للأرض وتنزلق إلى الغلاف الجوي للأرض. أول اختبار من BARREL ممولا من قبل وكالة ناسا أيضا معتمدا على  مكتب البرامج القطبية التي تدعم الخدمات اللوجستية من جميع البحوث في القارة القطبية الجنوبية—بدأت في كانون الأول / ديسمبر 2008.

## الجوائز والتكريم
في عام 2011، تحصلت ميلان على درجة عميد الكلية للدور التوجيهي والنصح و المهنية المميزة والبارزة. في عام 1995 تحصلت ميلان على جائزة قسم الفلك بجامعة دورثي كلامبكي روبيرتس.

## روابط خارجية
- Robyn Millan's faculty profile at Dartmouth College
- Robyn Millan on Scopus